# TSV Eching
Der TSV Eching ist ein Sportverein aus der oberbayerischen Gemeinde Eching im Landkreis Freising. Neben der erfolgreichen Fußballabteilung führt der Verein eine Abteilung für Wintersport.

## Geschichte
Der Verein wurde im Jahr 1947 als Fußballverein gegründet. Nach drei Jahrzehnten auf Kreis- und Bezirksebene stieg der Verein 1981 erstmals in die überregionale Landesliga auf. Zwei Jahre später gelang der Aufstieg in die Bayernliga. Dem Abstieg in der Premierensaison folgte der sofortige Wiederaufstieg. Aber auch das zweite Jahr in der höchsten bayerischen Amateurspielklasse endete auf einem Abstiegsplatz. Nach zwischenzeitlichem Abstieg in die Bezirksliga gelang 1990 der dritte Aufstieg in die Bayernliga. Diesmal dauerte die Bayernligazeit drei Jahre, der 6. Platz 1990/91 war die bisher beste Platzierung in der Vereinsgeschichte. Nach dem Abstieg 1993 folgten zwölf Jahre in der Landesliga Süd, ehe die Mannschaft 2005 in die Bezirksoberliga und 2007 gar in die Bezirksliga Oberbayern Nord abstieg. Hier gelang allerdings direkt Meisterschaft und Wiederaufstieg, und 2009 genügte der 2. Platz in der Bezirksoberliga Oberbayern, um 2009/10 wieder eine Saison in der Landesliga Süd zu spielen. Platz 17 bedeutete allerdings den direkten Wiederabstieg. 2010/11 kehrte der Verein als Meister erneut in die Landesliga zurück.

## Erfolge
- Vizemeister der Landesliga Süd: 1983, 1990
- Meister der Kreisliga Donau/Isar 2: 2023